# Мішель і Мішутка
«Мішель і Мішутка» (рос. «Мишель и Мишутка») — російський радянський сімейний художній фільм 1961 року кіностудії «Ленфільм».

## Зміст
Фільм оповідає про будні цирку, які здаються необізнаній людині справжніми захопливими подіями. Так, у центрі сюжету історія двох ведмедів, дорослого і зовсім ще юного, про падіння, злети, взаємодопомогу і дружбу, без яких не обійтися в будь-якій спільній і важливій справі.

## Ролі
- Валентин Філатов — дресирувальник, артист цирку. Народний артист СРСР.
- його вихованці — звірі з «Ведмежого цирку» Валентина Філатова.
- Текст за кадром читає Зіновій Гердт.